# Under Pressure
〈Under Pressure〉는 1981년 영국의 록 밴드 퀸과 영국의 가수 데이비드 보위의 노래다. 1982년 퀸의 음반 《Hot Space》에 수록되었다.
발매 당시 영국 싱글 차트 1위를 기록하였는데 퀸의 영국 차트 1위는 1975년 〈Bohemian Rhapsody〉(당시 기록은 9주)에 이어 두 번째였고, 데이비드 보위는 1980년 〈Ashes to Ashes〉와 1975년 〈Space Oddity〉 재발매에 이어 세번째였다. 미국에서는 1982년 1월 빌보드 차트 100위에서 29위에 그쳤고, 2016년 1월 데이비드 보위 사망 이후 다시 차트에 올라 45위를 기록하였다. 한편으로 VH1 선정 80년대의 위대한 곡 100선 중 31위에 올랐으며, 음악전문지 《롤링 스톤》에서 선정한 역대 최고의 콜라보레이션 곡 중에서 2위를 기록한 바 있다.

## 인증
| 국가                               | 인증        | 판매량/출하량 |
| ---------------------------------- | ----------- | ------------- |
| 덴마크 (IFPI Danmark)              | 골드        | 45,000        |
| 이탈리아 (FIMI)                    | 2× 플래티넘 | 100,000       |
| 영국 (BPI)                         | 플래티넘    | 1,000,000     |
| 미국 (RIAA)                        | 2× 플래티넘 | 2,000,000     |
| 판매량+스트리밍을 기반으로 한 인증 |             |               |